# Orphan-Rezeptor
Ein Orphan-Rezeptor ist ein Rezeptor-Protein, das eine ähnliche Struktur wie andere identifizierte Rezeptoren aufweist, dessen endogener Ligand (der orthosterischen Bindungsstelle) jedoch noch nicht identifiziert wurde.